# 帕萊斯蒂納 (卡爾達斯)
帕萊斯蒂納，是哥倫比亞的城鎮，位於該國中部，由卡爾達斯省負責管轄，距離首府馬尼薩萊斯27公里，始建於1855年10月20日，面積118平方公里，海拔高度1,465米，2005年人口17,310。

## 外部連結
- Aeropuerto Internacional del Café International Airport of Palestina, Colombia （页面存档备份，存于）
- Mayor of Palestina, Caldas, Colombia Palestina's Mayor （页面存档备份，存于）
- Ecotourism in Palestina Palestina EcoHotel （页面存档备份，存于）

5°05′N 75°40′W / 5.083°N 75.667°W